# Karol de Blois
Karol de Blois (ur. 1319, zm. 29 września 1364 pod Auray) − książę Bretanii w prawach swojej żony Joanny, młodszy syn Gwidona I, hrabiego Blois, i Małgorzaty, córki Karola I, hrabiego de Valois. Siostrzeniec króla Francji Filipa VI. Tercjarz franciszkański, błogosławiony Kościoła katolickiego.
4 czerwca 1337 r. w Paryżu poślubił Joannę, hrabinę de Penthievre (1319 - 10 września 1384), córkę Gwidona de Penthievre, i Joanny, córki Henryka IV, pana d'Avaugour. Karol i Joanna mieli razem trzech synów i dwie córki:
- Maria (1343 - 12 lipca 1404), pani de Guise, żona Ludwika I, księcia Andegawenii
- Jan I (5 lutego 1345 - 16 stycznia 1404), hrabia de Penthievre
- Gwidon
- Henryk (zm. ok. 1400)
- Małgorzata, żona Karola de la Cerda

Karol był człowiekiem dewocyjnie pobożnym. Często umartwiał swoje ciało, nawet włożył sobie do butów kamienie. Co wieczór spowiadał się, gdyż nie chciał spać w grzechu.

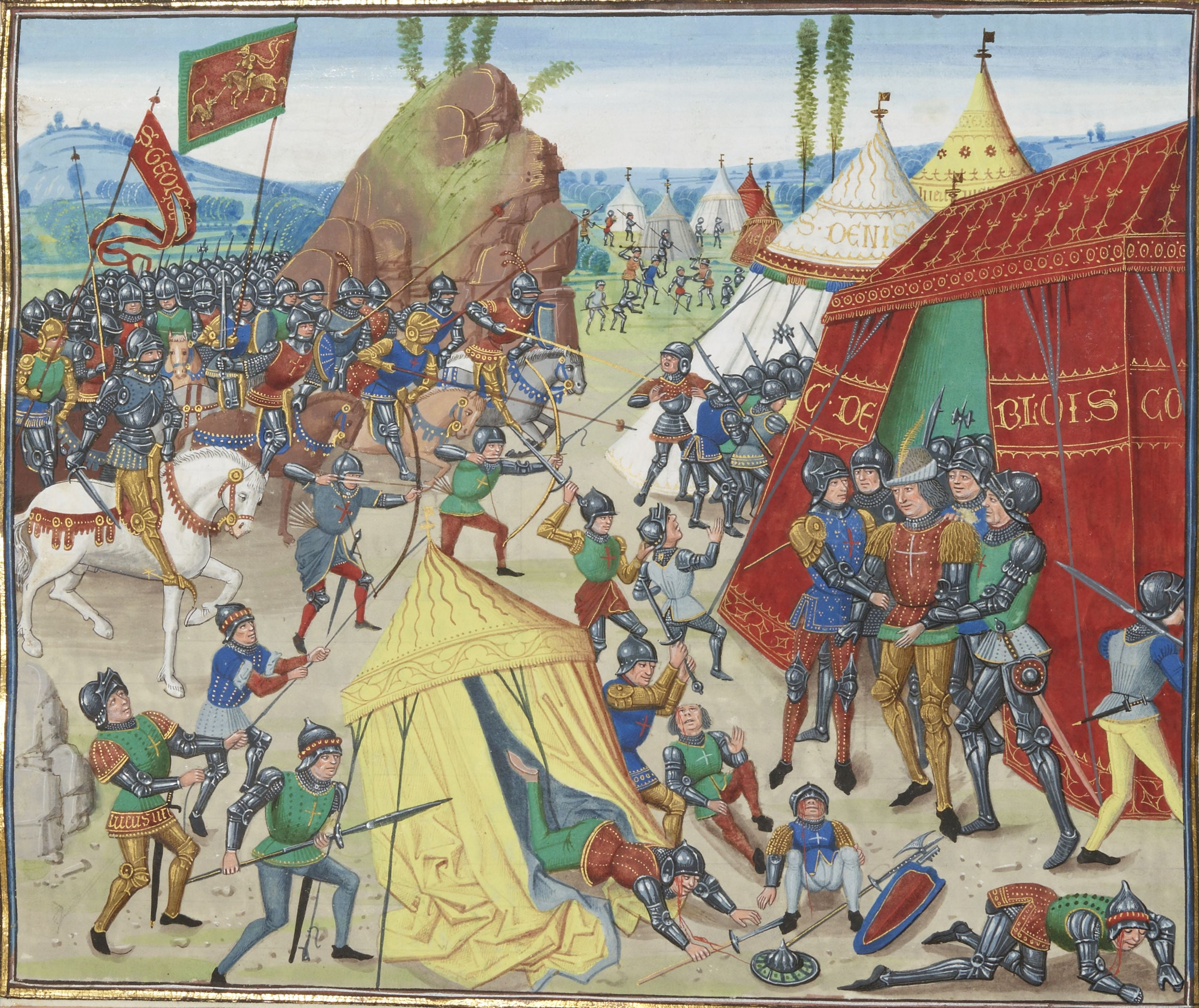
Karol wzięty do niewoli pod La Roche-Derrien

Poza tym Karol był zapalonym rycerzem. Małżeństwo z Joanną dało mu prawa do księstwa Bretanii (ojciec Joanny był młodszym bratem Jana III). Po bezpotomnej śmierci tamtejszego księcia Jana III w 1341 r. Karol i Joanna wystąpili z pretensjami do księstwa. Poparł ich wuj Karola, Filip VI Francuski. Był to początkowy okres wojny stuletniej, więc swojego kandydata mieli również Anglicy. Był nim młodszy brat Jana III i Gwidona, Jan de Montfort.
Wojna o sukcesję bretońską rozpoczęła się od sukcesów Montforta, teraz już księcia Jana IV. W ciągu kilku miesięcy opanował on prawie całą Bretanię. Wtedy do kontrakcji przystąpił Karol zajmując większość księstwa. W 1342 r. pokonał Jana pod Champtoceaux. Jego konkurent do władzy dostał się wkrótce do niewoli. W 1343 r. został z niej wypuszczony i kontynuował wojnę z Karolem. W 1344 r. Karol obległ miasto Quimper. Pobożność Karola nie przeszkodziła mu dokonać masakry ok. 2000 mieszkańców Quimper po zdobyciu miasta. W 1345 r. Jan uciekł do Anglii. Powrócił kilka miesięcy później i obległ Quimper. Karol przerwał jednak oblężenie i zmusił Jana od odwrotu. Jan IV zmarł 16 września 1345 r.
Jego pretensje odziedziczył jego 4-letni synek, Jan V, w imieniu którego wojnę prowadziła jego matka, Joanna Flandryjska. Kolejne lata to okres drobnych bitew i potyczek, które nie przynosiły trwałego sukcesu żadnej ze stron. W 1347 r. w bitwie pod La Roche-Derrien Karol dostał się do angielskiej niewoli, skąd został wykupiony w 1356 r. za sumę pół miliona ecú. Był więziony w Tower of London. Wolność odzyskał 10 sierpnia 1356 r. Po odzyskaniu wolności kontynuował on wojnę z Janem V.
Do decydującej bitwy doszło 29 września 1364 r. pod Auray. Wspierani przez Anglików stronnicy Jana V odnieśli zwycięstwo. Karol został zabity przez angielskiego żołnierza wbrew przedbitewnym rozkazom, które nakazywały brać wodzów przeciwnika żywcem.
W XIV w. podejmowano próby kanonizacji księcia, czemu sprzeciwił się nowy władca Bretanii Jan V. Ostatecznie Karol de Blois został w 1904 ogłoszony błogosławionym przez papieża Piusa X.